# 对苯二甲酸二(2-乙基己基)酯
对苯二甲酸二(2-乙基己基)酯（英語： 或  或 ，缩写分别为与）化學式C6H4(CO2C8H17)2，为对苯二甲酸与2-乙基己醇生成的酯类化合物，属于非邻苯二甲酸酯类塑化剂。此化合物常温常压下为粘稠透明液体，常用于聚氯乙烯（PVC）塑料的弱化，化学上和邻苯二甲酸酯类的鄰苯二甲酸二(2-乙基己基)酯（DEHP）、鄰苯二甲酸二異壬酯（DINP）类似，但副作用更少，因此在许多场合有望取代这二者。